# Jess Cliffe
Jess Cliffe (27 tháng 6 năm 1981) là nhà thiết kế trò chơi máy tính người Mỹ của hãng Valve Software và là người đồng sáng lập game Counter-Strike  với Lê Minh (nickname trên mạng là Gooseman), một nhà sản xuất trò chơi máy tính người Canada gốc Việt, ông được gọi là "tiếng nói của Counter-Strike" do đảm nhận thực hiện việc thiết kế mệnh lệnh qua radio và hiệu ứng âm thanh trong game.
Lúc nhỏ, Jess Cliffe sống tại bang New Jersey và học trường Trung học North Hunterdon ở Annandale, New Jersey, trước khi thi đậu vào học tại Đại học và Học viện Bách khoa bang Virginia từ năm 1999-2003. Sau khi tốt nghiệp, ông vào làm cho hãng Valve Software và hiện giờ là nhà thiết kế trò chơi của hãng, đồng thời ông còn thực hiện việc tạo các bản đồ (map) cho Half-Life: Deathmatch.
Trong suốt thời gian học Đại học, Cliffe đã lập một website riêng mang tên "Silo X" dành cho game Half-Life. Mục đích chính của trang web này là cho phép những nhà thiết kế bản đồ/cấp độ có thể đăng tải những bản đồ do họ tạo ra đến với những fan hâm mộ trên thế giới. Khi làm việc cùng với Lê Minh trong phiên bản Counter-Strike đầu tiên Jess Cliffe tuyên bố ngưng công việc trên trang web "Silo X" nối tiếp sau Tom Konings còn được biết đến với tên gọi HaLf-DeAd, một thành viên khá nổi tiếng trong cộng đồng Half-Life. Khi Half-Life đã trở nên lỗi thời thì trang web "Silo X" chính thức đóng cửa.
Vào cuối thập niên 1990, Cliffe còn là moderator và trưởng nhóm JKMAG (viết tắt của Jedi Knight Multiplayer Addon Group), một cộng đồng trực tuyến chuyên cung cấp các bản đồ tùy biến và các gói skin (lớp da nhân vật trong game) dành cho game Jedi Knight.
Từ tháng 5 năm 2007, Cliffe cho vận hành blog , một blog có độ phân giải cao nhằm dựng lại quá khứ của Seattle, "với mục tiêu là làm tài liệu lịch sử của thành phố bằng các bức ảnh cũ, bưu thiếp cũ, tấm quảng cáo, sơ lược tiểu sử các di tích lịch sử, v.v"

## Các game của Jess Cliffe
- Half-Life 2 (Mac, PC, Xbox)
- Half-Life: Counter-Strike (Mac, PC, Xbox)
- Half-Life 2: Deathmatch (Mac, PC)
- Half-Life 2: Episode Two (Mac, PC)
- Counter-Strike: Source (Mac, PC)
- Day of Defeat: Source (Mac, PC)
- Team Fortress 2 (Mac, PC)

## Bị bắt giam
- Ông bị bắt vào lúc 1h sáng ngày 1/2/2018 bởi cảnh sát Seattle vì các cáo buộc về Lạm dụng tình dục trẻ em
- Theo dự kiến phiên tòa xét xử ông sẽ diễn ra vào ngày 9/2/2018